# Димитрий Солунский
Дими́трий Солу́нский, или Дими́трий Фессалоники́йский (греч. Δημήτριος της Θεσσαλονίκης), известен также как Дими́трий Мирото́чец (греч. Δημήτριος ο Μυροβλύτης; ум. 306 год) — христианский святой, почитаемый в лике великомучеников. Пострадал во время правления императора Максимиана. Память совершается в Православной церкви 26 октября (8 ноября), в Католической церкви — 9 апреля.

## Жизнеописание
Согласно житию, Димитрий был сыном римского проконсула в Фессалониках. Его родители были тайными христианами, крестили своего сына в домовой церкви и воспитали в соответствии с христианскими устоями. После смерти отца Димитрий был назначен императором Галерием на его место. Получив назначение, Димитрий проявил себя как открытый христианин, проповедовал в городе и обратил в христианство многих его жителей.
Известия о деятельности Димитрия дошли до императора и, возвращаясь с войны против славянских племён, Максимиан остановился в Салониках. Перед этим Димитрий поручил своему рабу Луппу раздать своё имущество бедным, а сам, по словам агиографа: «стал молиться и поститься, готовясь таким образом к венцу мученическому». Приведённый на суд к императору, Димитрий исповедал себя христианином и был заключён в темницу. Спустя несколько дней в городе были устроены бои, в которых императорский любимец боец Лий побеждал многих противников, в том числе городских христиан, которых понуждали к бою с ним. Присутствовавший при этом христианин Нестор по благословению Димитрия вступил в бой и сбросил Лия с помоста на копья. В гневе император приказал тут же казнить Нестора, а следующим утром и Димитрия:

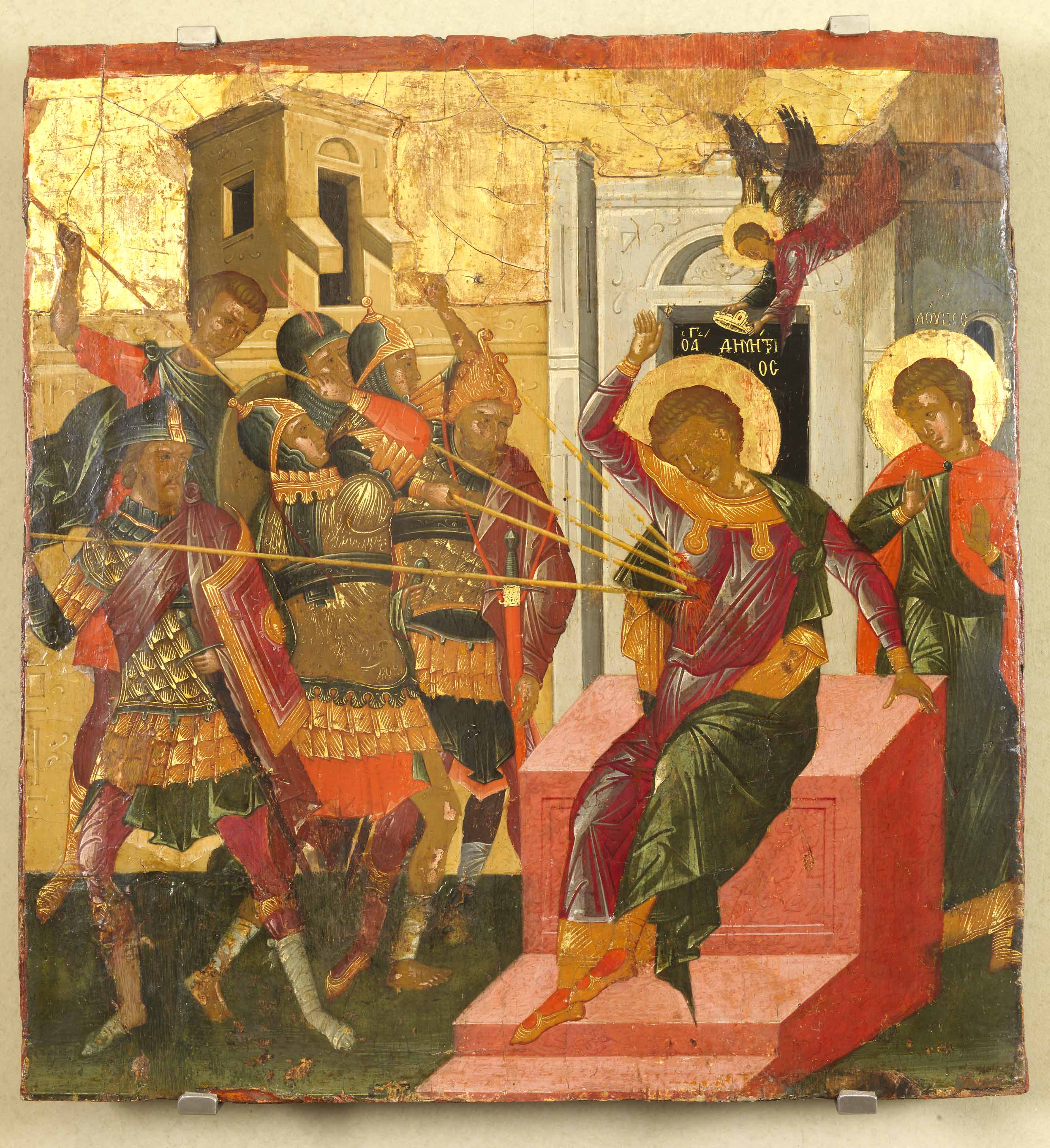
Мученичество св. Димитрия, критская икона XV века

Лишь только забрезжилось утро 26 октября, в темницу к Димитрию вошли воины; они застали святого мужа стоящим на молитве, и тут же устремились на него и пронзили копьями. Так предал сей исповедник Христов в руки Создателя честную и святую свою душу.
— Димитрий Ростовский. Жития святых (26 октября)
Тело мученика было ночью погребено солунскими христианами, а раб Лупп «благоговейно взял ризу своего господина, орошенную его честною кровью, в которой омочил и перстень. Сею ризою и перстнем он сотворил много чудес».

### Версия о паннонском происхождении святого
Древнейшие мартирологи связывают мученическую кончину Димитрия с городом Сирмием (современная Сремска-Митровица в Сербии), тогдашней столицей римской провинции Нижняя Паннония. Так сирийский мартиролог 411 года под 9 апрелем указывает память «в Сирмии Димитрия», а мартирологи Иеронима Стридонского под этой датой указывают память «в Сирмии Димитрия диакона». По этой причине существует гипотеза о сербском происхождении культа святого Димитрия и то, что изначально днём его памяти было 9 апреля, а 26 октября является памятью перенесения его мощей из Сирмия в Салоники. По мнению исследователей, мощи Димитрия могли быть перенесены в Салоники либо после захвата города Аттилой в 441 году, либо аварами в 582 году (последнее предположение было оспорено археологами, производившими раскопки в солунской базилике Святого Димитрия).

## История мощей

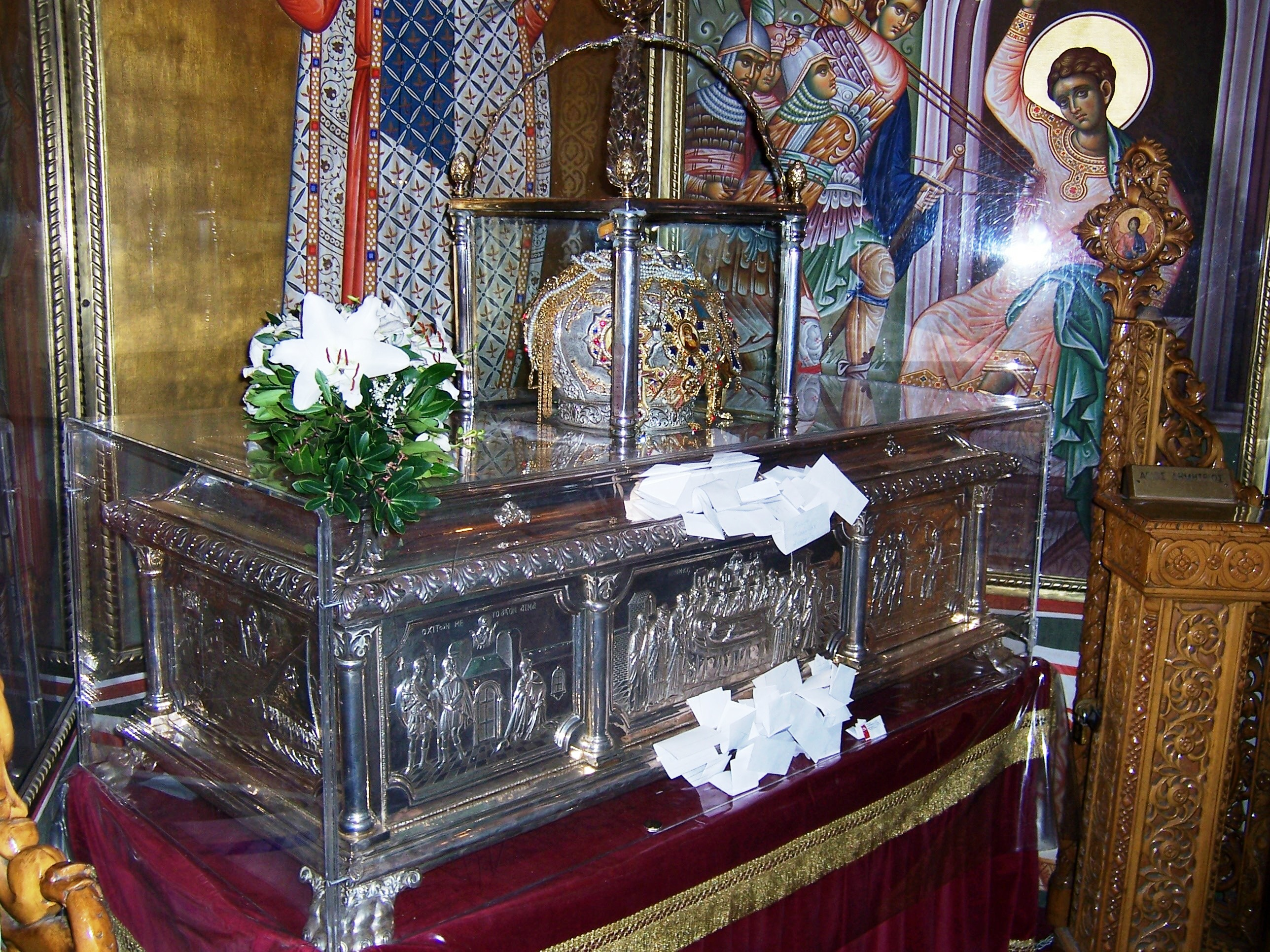
Рака с мощами святого Дмитрия Солунского, Салоники

По житию, после казни Димитрия его тело было брошено на съедение зверям, но те не тронули его, и останки были погребены солунскими христианами. В IV веке над могилой святого в Салониках была построена первая церковь в его честь — базилика Святого Димитрия. Спустя сто лет, в 412—413 годах иллирийский вельможа Леонтий в память об избавлении его от паралича построил первую большую церковь между превратившимися в руины античными банями и стадионом. Алтарная часть построенной церкви была расположена над предполагаемым местом захоронения святого, и при её строительстве были обретены мощи святого Димитрия.
Мощи поместили в серебряный киворий. Он имел шестиугольное основание, глухие стены и кровлю, увенчанную крестом. Внутри находилось серебряное ложе с изображением лика святого. Верующие могли заходить внутрь и возжигать перед ним свечи. Описание кивория было сделано фессалоникийским архиепископом Иоанном в середине VII века, также его изображение было на мозаике северной колоннады базилики (известно только по акварелям английского архитектора У. С. Джорджа). Драгоценный киворий был утрачен при пожаре в VII веке.
После этого мощи поместили в мраморную гробницу. Предположительно в конце XII — начале XIII века, возможно, в период существования латинского королевства Фессалоники, они были вывезены из Салоник в Италию. Мощи были обнаружены в 1520 году в аббатстве города Сан-Лоренцо-ин-Кампо и вернулись обратно в Салоники только в XX веке: в 1978 году — честная глава, а в 1980 году — основная часть святых мощей (в Италии осталось шесть больших частиц).
В житии святого Димитрия Солунского описываются эпизоды, когда он запрещал отделять части от его мощей. Так иллирийский вельможа по имени Леонтий решил забрать из Солуни часть мощей святого, чтобы в своём городе построить церковь в честь святого Димитрия. Но святой, явившись ему, запретил отделять часть его мощей. Тогда Леонтий взял только плащаницу, обагрённую кровью святого Димитрия. Также византийский император Юстиниан I решил иметь часть мощей святого в построенном им храме Святой Софии в Константинополе. Когда посланные приблизились к ковчегу с мощами святого Димитрия, то из него вырвался столб пламени и из огня послышался голос, запрещавший забирать мощи. Тогда посланные взяли только немного земли с этого места.            

### Мироточение

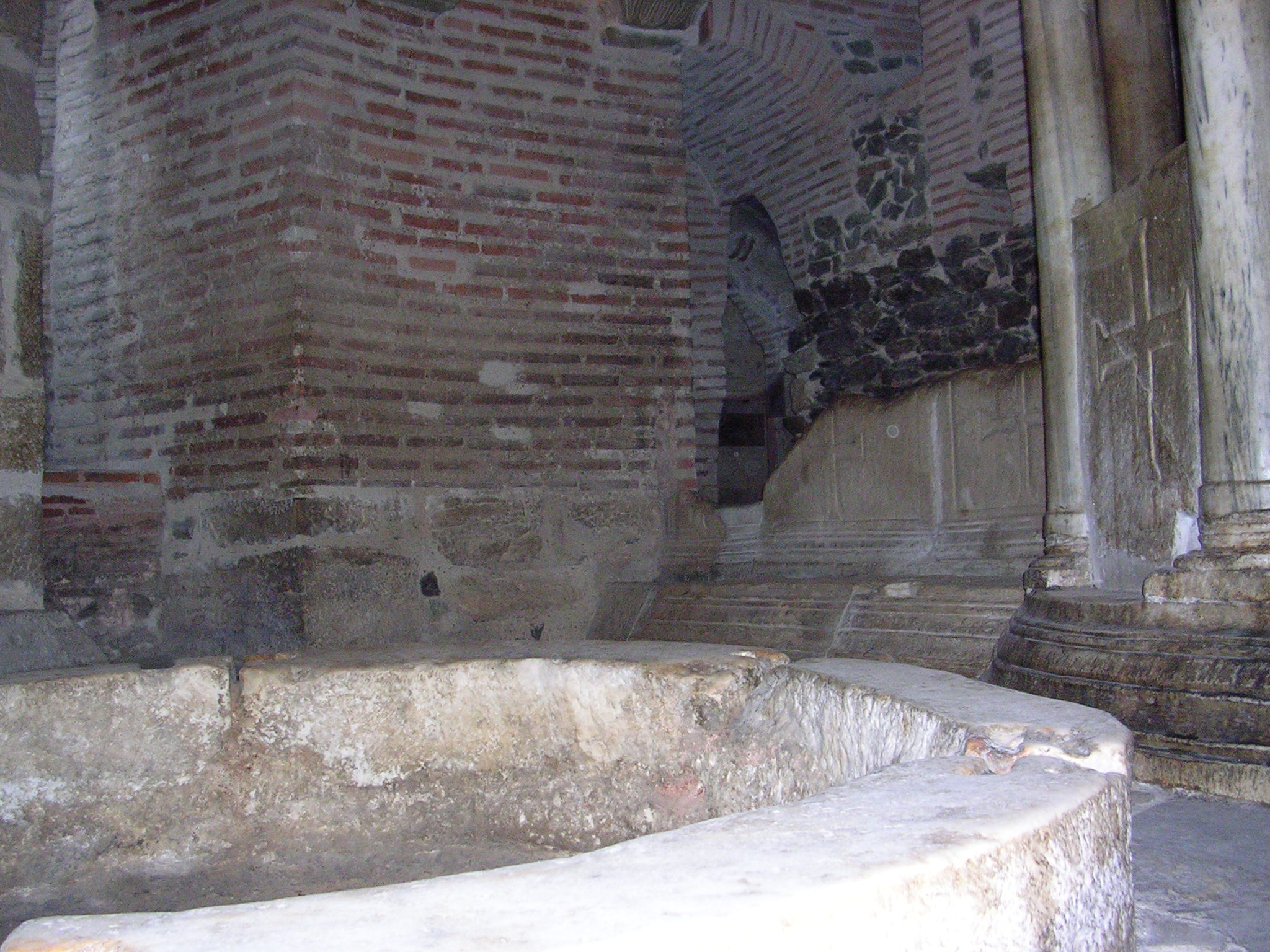
Раковина для сбора мира в крипте базилики святого Димитрия

Мощи святого Димитрия с древности почитались как мироточивые (Димитрий Ростовский сообщает, что мироточение известно с VII века, но Иоанн Скилица первый письменно сообщил о том, что мироточение впервые появилось в 1040 году). Верующие, приходившие в базилику для поклонения святому, набирали миро в стеклянные ампулы, самые ранние из которых датируются XI—XII веками. Миро почиталось не только христианами. Иоанн Анагност, описавший захват города турками, сообщает, что миро набирали и мусульмане, считавшие его медицинским снадобьем от любых болезней.
С XIV века вместо истечения миро-елея от мощей стало упоминаться об истечении миро-воды из колодца в крипте (первое письменное упоминание сделано в 1330 году Никифором Григора). В это же время, когда мощи исчезли из храма, возникла легенда, что они были спрятаны в колодце, находившемся в крипте. Упоминания о мироточении из колодца прекратились в 1493 году, когда базилика была превращена в мечеть (православным был сохранён доступ для поклонения к кенотафу святого Димитрия, оставшемуся после исчезновения мощей).
В древности истечение мира было очень обильным — Никита Хониат описывает, как норманны, захватившие в 1185 году Салоники, кощунственно набирали миро в кастрюли, жарили на нём рыбу и мазали им обувь. Сейчас мироточение мощей прекратилось. Раку святого Димитрия открывают на вечерни в канун дня памяти святого и раздают верующим вату, пропитанную ароматной жидкостью, не отождествляемой с тем миром, о котором в XIV веке писал Димитрий Хризолог.

### Кровь святого
Культ крови великомученика возник уже в раннехристианский период (см. выше историю о рабе Луппе). При раскопках в алтаре базилики Святого Димитрия под престолом в крестообразном углублении в мраморном ковчеге был обнаружен стеклянный сосуд с засохшей кровью. Считается, что под алтарём изначально была расположена гробница святого Димитрия, в которой, по мнению ряда исследователей, в средневизантийский период была земля, смешанная с кровью. Сохранились мощевики XI—XII веков с кровью великомученика (в Великой Лавре Афона), с кровавой землёй (в Ватопедском монастыре Афона), а также с кровью и миром (энколпион XII—XIII века в Британском музее).

## Почитание
Во имя великомученика Димитрия освящены храмы во многих населённых пунктах разных стран.

### Россия

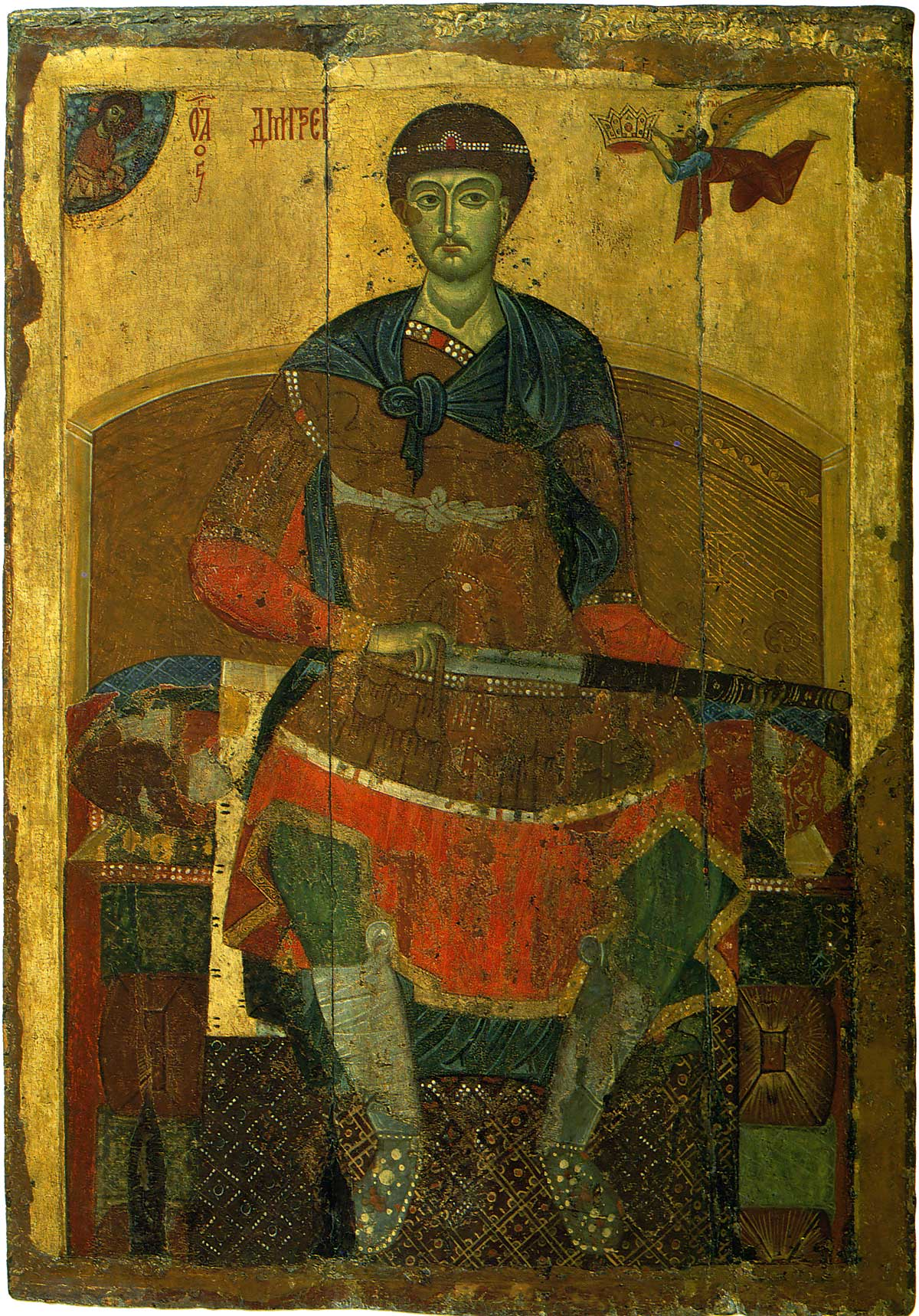
Святой Димитрий Солунский
(русская икона, XII–нач. XIII вв.)

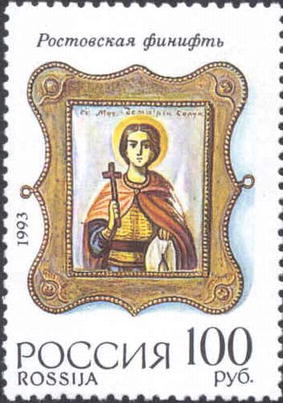
Ростовская финифть. Миниатюрная икона «Дмитрий Солунский».

В старинных русских стихах великомученик Димитрий представляется помощником русских в борьбе с Мамаем. У русских и вообще у всех славянских народов мы видим с древнейших времён особенное чествование святого Димитрия, была даже предпринята попытка доказать, что святой Димитрий по своему происхождению — славянин. Сербы и болгары чтут его как патрона славянской народности, называют «отечестволюбцем» славянских народов. В русских летописях имя Димитрия встречается на первых же страницах, прежде чем было упомянуто имя какого-либо другого святого: о нём упоминает преподобный Нестор в рассказе о взятии великим князем Олегом Константинополя. По словам русского летописца, своё поражение греки приписывали не храбрости славян, а заступлению за них святого Димитрия, их покровителя.
Русские издревле старались приобретать хотя бы малейшие частички его мощей, одежды, мира или даже частицы от его гроба. Этим объясняется наличие практически во всех древних монастырях и церквях, среди частиц мощей различных святых, частиц мощей или мира от святого Димитрия.
В 1197 году была принесена из Солуни во Владимир великим князем Всеволодом Юрьевичем икона великомученика Димитрия, написанная, по преданию, на его гробовой доске, и это событие было внесено как праздник в древние святцы. Эта икона сначала находилась в Киеве, потом во Владимире, а при великом князе Димитрии Ивановиче, в 1380 году, перенесена в Москву и поставлена в Успенском соборе.
Особое почтение к памяти святого Димитрия видно из того, что русские князья часто называли своих первенцев именем этого святого. Так было у Ярослава I, Юрия Долгорукого, Иоанна II, Иоанна Грозного, Алексея Михайловича. В древней Руси день великомученика Димитрия считался в числе больших праздников, службу совершал обычно сам патриарх, в присутствии царя.

##### Наше время
8 ноября 2008 года в Дмитрове был открыт памятник Димитрию Солунскому работы скульптора Александра Иулиановича Рукавишникова и архитектора Ростислава Викторовича Нарского. 

8 ноября 2013 года в городе Камышине состоялось торжественное открытие памятника Димитрию Солунскому, который считается небесным покровителем города.
В селе Канаши с 1805 года действует Храм великомученика Дмитрия Солунского.

## Иконография

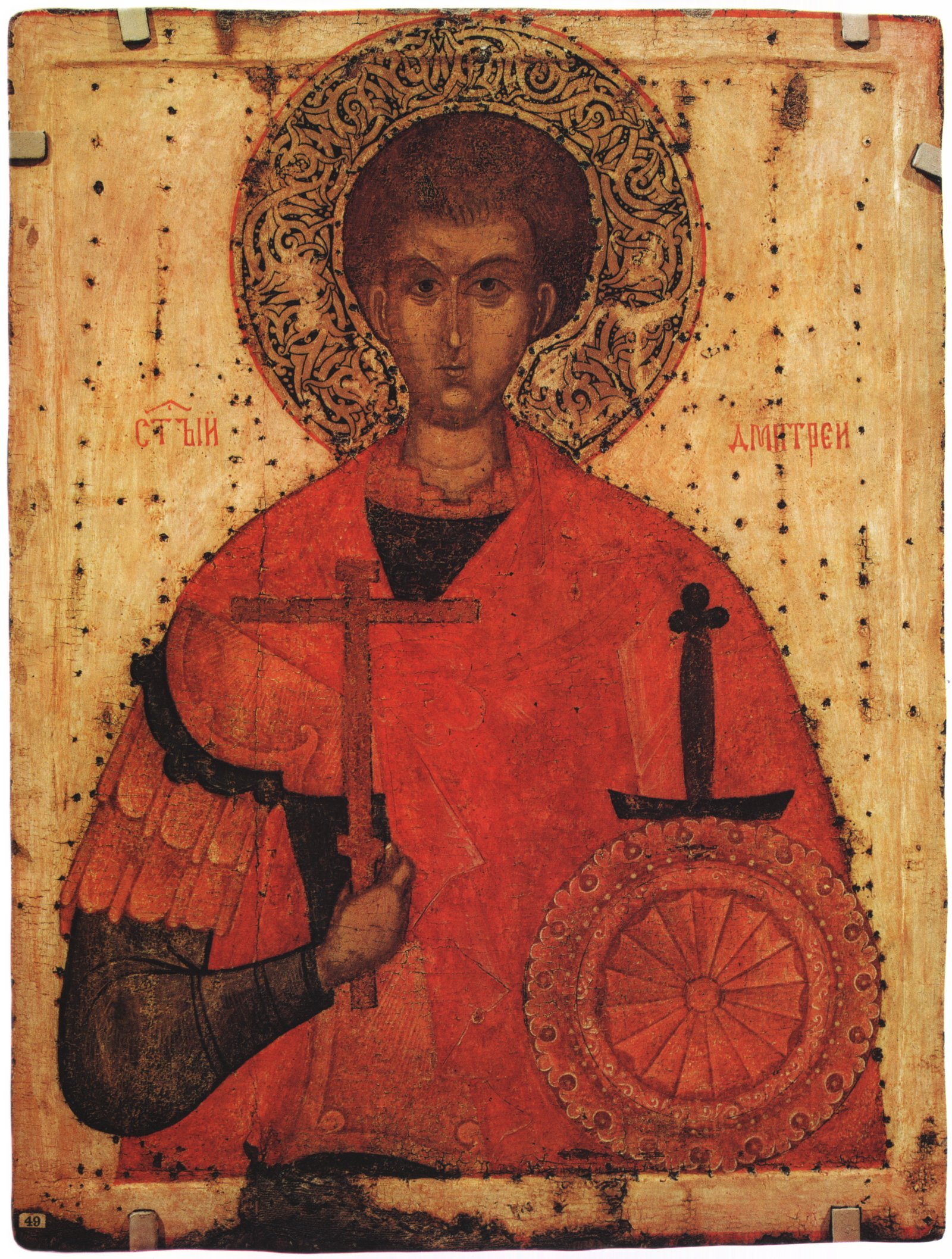
Святой Димитрий Солунский
(псковская икона XV века, Русский музей)

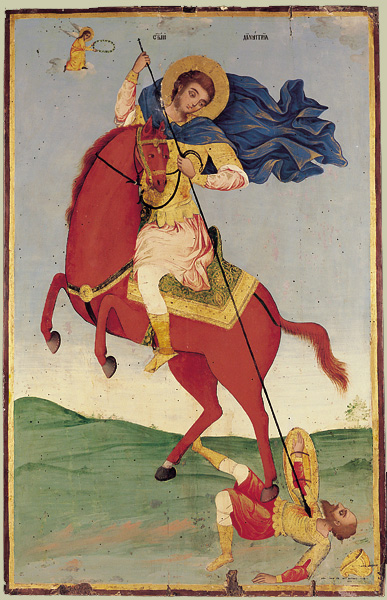
Святой Димитрий Солунский
(греческая икона, 1824 год)

Изображения Димитрия Солунского наиболее распространены в православных странах, уступая по своему количеству (среди изображений святых) лишь изображениям великомученика Георгия Победоносца. В западноевропейской живописи изображения Димитрия практически неизвестны.
Изначально св. Димитрия изображали как мученика в патрицианских одеждах (например, мозаики V—VII веков в базилике Святого Димитрия, Салоники). Поскольку согласно житию святой Димитрий был воин и правитель Солуни, то сообразно с этим с XI века он стал изображаться в военном облачении, с копьём и мечом, но более ранний вариант иконографии продолжал использоваться. В отношении изображения его внешности Ерминия Дионисия Фурноаграфиота сообщает, что он должен изображаться молодым и безбородым. Другой иконописный подлинник XVIII века содержит более подробные указания:

святаго славнаго великомученика Димитрия Селунскаго, иже прободен в ребра копием, млад, вооружен доспех санкир с белилом, пернат верх празелен, препоясан ширинкою, в руце копие да свиток, а в левой меч в ножнах, колени голы, а в свитке писано: «Господи, не погуби град и людей, аще град спасеши, с ними и аз спасен буду, аще погубиши, с ними и аз погибну».

### Чудо о погибели царя Калояна
Чудо о погибели царя Калояна — эпизод жития св. Димитрия Солунского. Согласно легенде, (пересказываемой, в частности, Димитрием Ростовским), именно этот святой в 1207 году чудесным образом явился в стан Калояна и пронзил его копьём, отчего злодей и погиб.
Легенда стала популярным элементом иконографии святого Димитрия. Он изображается верхом на коне, который попирает Калояна, в то время как Димитрий пронзает его копьём.
С развитием почитания Димитрия как святого воина-защитника начинают появляться его изображения вместе со святым Георгием Победоносцем и прочими святыми воинами.